# لوجندة (عشر ستاق)
لوجندة (بالفارسية: لوجنده) هي قرية تقع في إيران في قسم عشر ستاق الريفي. يقدر عدد سكانها بـ 142 نسمة بحسب إحصاء 2016.